# قاضي الغرام

شعار البرنامج

قاضي الغرام برنامج طريف يتخذ من الكوميديا مادته الرئيسة ويتكئ على خلافات بسيطة ومشادات كلامية تحصل بين الأزواج ليحوّلها إلى مادة ضاحكة طريفة. يعرض على قناة أبو ظبي ويقدمه الممثل المصري مصطفى شعبان هو النسخة العربية والأولى التي يتم إنتاجها من البرنامج الأمريكي The Marriage Ref الذي اخترعه جيري ساينفيلد.

## حول البرنامج
البرنامج يعطي مصطفى شعبان دور القاضي ليفصل بين زوجين متنازعين ويسهم في حل نزاع ما حاصل بينهما. يروي الزوجان قصتهما أمام القاضي وثلاثة من المستشارين يمثلونهم مشاهير من العالم العربي، حيث يتابع الجميع مشاهد مصوّرة في منزل الزوجين المتنازعين، تمكّنهم من معاينة المشكلة الزوجية عن قرب. بعد ذلك سيحلّلون ما شاهدوا كي يدلوا برأيهم الخاص للقاضي، وسوف يقدّمون النصائح لمعرفة صاحب الحقّ بين الزوجين.
في كلّ حلقة من قاضي الغرام تعرض مشكلات أربعة أزواج تُفضي جميعها إلى حُكم يقرر من بينهما على صواب وإلى نهاية ملؤها الأمل والتفاؤل، لأن مهمة القاضي تقضي بأن يذكّر الجميع أن الزواج يستحقّ عناء المثابرة لحلّ المشكلات

## وصلات خارجية
- قاضي الغرام على موقع IMDb (الإنجليزية)
- قاضي الغرام على موقع ميتاكريتيك (الإنجليزية)
- قاضي الغرام على موقع الموسوعة البريطانية (الإنجليزية)
- قاضي الغرام على موقع روتن توميتوز (الإنجليزية)
- قاضي الغرام على موقع قاعدة بيانات الفيلم (الإنجليزية)

- صفحة البرنامج على موقع قناة أبو ظبي الأولى